# Guntersdorf
Guntersdorf – gmina targowa w Austrii, w kraju związkowym Dolna Austria, w powiecie Hollabrunn. Według Austriackiego Urzędu Statystycznego liczyła 1 163 mieszkańców (1 stycznia 2014).

## Współpraca
Miejscowość partnerska:
- Herborn